# قانون أباوت-بيكارد

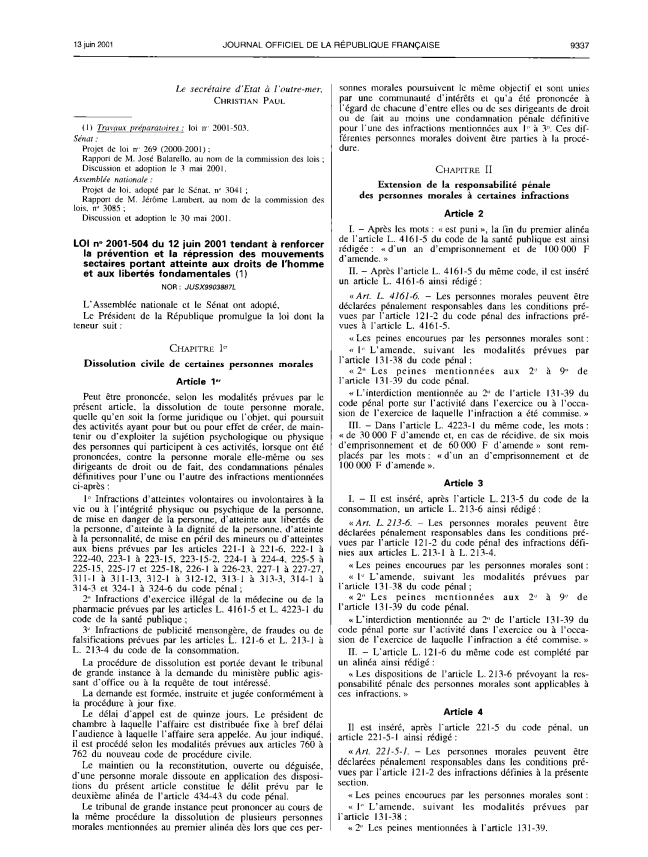

قانون أباوت - بيكارد لعام 2001 (سمي على اسم أعضاء البرلمان الفرنسي نيكولاس أباوت وكاثرين بيكارد) هو قانون مثير للجدل من الدستور الفرنسي، يتيح هذا القانون إمكانية ملاحقة المنظمات (الكيانات القانونية) عندما تتورط هذه المنظمات في بعض الجرائم. استهدف القانون الحركات التي تُعتبر ثقافية والتي «تقوض حقوق الإنسان والحريات الأساسية». لقد أثار القانون جدلًا دوليًا، إذ يزعم بعض المعلقين أنه ينتهك الحرية الدينية، بينما يزعم مؤيدو القانون أنه يعزز الحرية الدينية.

## الحكومة والدين في فرنسا
شكلت حرية الدين والفصل بين الكنيسة والدولة جزءًا من الفكر الفرنسي لتأسيس الدولة منذ الثورة الفرنسية وفي بعض المناطق منذ القرن السادس عشر في فترة الإصلاح البروتستانتي وحروب الدين. يأخذ الفصل بين الدين والدولة في فرنسا شكل العلمانية، إذ تتجنب السلطة السياسية بموجب ذلك التدخل في ما يخص العقائد الدينية، ويتجنب الدين التدخل في السياسات العامة. يفهم الفرنسيون حرية الدين في المقام الأول أنها حرية الفرد في الاعتقاد أو عدم الاعتقاد بما ينص عليه أي دين. ونظرًا لسيطرة كنيسة واحدة لفترة تاريخية طويلة (الكنيسة الكاثوليكية)؛ ترى الدولة الفرنسية أن واجبها الأساسي هو حماية أفراد المجتمع من التدخل الديني بحياتهم.
أسس البرلمان الفرنسي اللجنة البرلمانية المعنية بالطوائف الدينية في فرنسا لدراسة الطوائف بعد أعمال القتل والانتحار التي وقعت في المعبد الشمسي. قدمت اللجنة تقريرًا في ديسمبر عام 1995 عن الطقوس الدينية وقد سبب الكثير من الجدل، نُقل بعض منه من تقرير صادر عن الشرطة الوطنية الفرنسية عن تلك الطوائف. (درست اللجنة المعلومات والتحليلات من وكالة الشرطة السرية الفرنسية).
أنشأ رئيس الوزراء آلان جوبيه في عام 1996 مجلس مراقبة الطوائف المشترك بين الوزارات بناءً على توصيات التقرير، تبعه في عام 1998 تأسيس البعثة المشتركة بين الوزارات في الحرب ضد الطائفية. حلّت بعثة المراقبة المشتركة بين الوزارات ضد الانتهاكات الطائفية في عام 2002 محل البعثة السابقة.
أدت الإجراءات الأخرى التي اتخذتها الحكومة الفرنسية ضد الانتهاكات المحتملة من قبل الطوائف في إقرار قانون أباوت - بيكارد.

## قانون أباوت - بيكارد
سمّى المعلقون القانون رقم 504 بتاريخ 12 يونيو 2001 قانون أباوت - بيكارد نسبة لاسمَي الشخصين اللذين أقرّاه (البرلمانيين اللذين قدما تقارير حول مشروع القانون) وهما البرلماني نيكولاس أباوت من حزب الاتحاد من أجل الديمقراطية الفرنسية اليميني المعتدل، والبرلمانية كاثرين بيكارد من الحزب الاشتراكي اليساري المعتدل.
تبنى البرلمان الفرنسي القانون بدعم واسع من الأحزاب في ظل حكومة الرئيس جاك شيراك اليميني المعتدل ورئيس الوزراء الاشتراكي ليونيل جوسبان.

### النقاط الرئيسية
النقاط الجديدة البارزة التي أدخلها القانون:
- وسع القانون المسؤولية القانونية من الأفراد إلى المنظمات في بعض الجرائم (الشركات والجمعيات والكيانات القانونية الأخرى ...).
- يمكن للمحاكم أن تأمر بحل المنظمات إذا كانت هي أو مديريها التنفيذيين قد أدينوا بهذه الجرائم.

تضمنت المسودة الأولية لقانون أباوت - بيكارد تجريم (التلاعب العقلي). وانتقدت العديد من المنظمات هذا البند بسبب غموضه. ضغطت وزيرة العدل إليزابيث غيجو من أجل إزالة هذا البند وقد استبعده المشرعون من الصيغة النهائية للقانون. ومع ذلك، أقرّ القانون جريمة الاحتيال على شخص ضعيف ذهنيًا بسبب المرض أو الشيخوخة، وأيضًا على أي شخص يعاني من حالة مرضية نفسية أو جسدية.

### تطبيق القانون
كان هناك تطبيق واحد مشهور للقانون منذ اعتماده: وهو تطبيق أرنود موزي زعيم طائفة المنارة الجديدة الصغيرة. أعلن موزي الذي ادعى أنه هو المسيح قرب نهاية العالم ما أدى إلى انتحار أحد أتباعه ومحاولة انتحار شخصين آخرين إذ أُصيبا بجروح خطيرة في عام 2001.
حكمت المحكمة الجنائية في نانت عليه بالسجن لمدة ثلاث سنوات وبغرامة 90000 فرنك فرنسي كتعويضات في نوفمبر عام 2004. إذ أصدرت حكمًا نصّ على أنه «احتال على عدة أشخاص بحالة جهل وضعف عقلي». أصدرت المحكمة العليا في رين الحكم في يوليو عام 2005.

## انتقادات القانون
عندما حاربت الحكومة الفرنسية حالات التمييز الديني لم تهتم بالمذهب الديني بحد ذاته. اتخذت الحكومة موقفًا ثابتًا بأنها ستتعامل مع النتائج الملموسة للانتماء الطائفي، خاصة في ما يتعلق بالأطفال. رأت الحكومة أن هذا مهم بشكل خاص بسبب الإساءات والجرائم السابقة التي ارتُكبت في بعض الطوائف، مثل العبودية الجنسية والانتحار الجماعي. ووفقًا لمصادر حكومية: لا تناقش أي من المعايير والبنود المدرجة في الوثائق الحكومية اللاهوت، بل تركز فقط على الأفعال وممارسات المجموعات.
يرى منتقدو القانون أن هذا مجرد تلاعب بالكلمات ويصرّون على أنه لا توجد دراسات تجريبية تدعم ادعاءات استخدام تقنيات الإقناع القسري.

### ردود الأفعال داخل فرنسا
دافع أسقف سواسون مارسيل هيريوت عن فكرة القانون في 25 يونيو عام 2000، مؤكدًا أنه من الضروري حماية الأشخاص والأسرة والمجتمع والأديان نفسها من بعض الطوائف التي تنتهك الحريات الأساسية والكرامة الإنسانية.
تقول بعض المجموعات إن التقارير البرلمانية والجدل الدائر حول قانون أباوت - بيكارد سببت مشاكل اجتماعية، ما أدى إلى معاناة الأقليات الدينية من التمييز المفرط أو غير المتكافئ أو حتى التعسفي في تطبيق القوانين المحلية من قبل السلطات. على سبيل المثال: طلبت هيئة الجمعيات المدافعة عن الحرية إلغاء القانون، مؤكدين أن القوانين لا ينبغي أن تصنّف الجماعات على أنها طائفية أو ثقافية لأن ذلك يعارض الديمقراطية. ومع ذلك، وصف تقرير لمنظمة الأمن والتعاون في أوروبا هذه المجموعة أنها طائفية.
رفعت جمعية المظلة الفرنسية لشهود يهوه دعوى قضائية ضد الحكومة الفرنسية في المحكمة الأوروبية لحقوق الإنسان، أخدت القضية رقم 53430/99، وقالت إن نشر التقارير البرلمانية وسن قانون أباوت - بيكارد ينتهك حقوقها المدنية. قابلت المحكمة الطلب بالرفض.
أكدت المحكمة في قضايا أخرى (مثل القضية رقم 53934/00) أن نشر تقرير برلماني يذم بعض الجماعات لا يشكل انتهاكًا لحقوق الإنسان، على الرغم من أن هذه الجماعات لم تُمنح حق الاعتراض القانوني لإزالة اسمها من التقرير.
أطلق نشطاء حقوق الإنسان على القانون اسم (جريمة فكرية).

### البيانات الصادرة عن المجلس الأوروبي
قدمت أربعون مجموعة مختلفة من الجماعات الدينية وجمعيات حقوق الإنسان التماسًا إلى الجمعية البرلمانية للمجلس الأوربي. أدى هذا الالتماس إلى صدور تقرير رقم 9612 (الصادر عن لجنة الشؤون القانونية وحقوق الإنسان في أوروبا) يحتوي على ورقة للأستاذ السويسري جوزيف فويام ذكر فيها:
«نستنتج أن القانون الفرنسي الذي صدر بتاريخ 12 يونيو عام 2001 لا يتعارض مع قيم مجلس أوروبا».
استنتج فويام أن القانون يستجيب بوضوح للحاجة الراهنة، وأن الحل يبدو صارمًا لكنه فعال وموثوق أيضًا، وأن الضمانات القضائية تتكفل به. وناقش العنوان من خلال ذكر المجموعات الثقافية، لكنه توصل إلى أن الشكوك بشأن التعريف ليس لها أهمية تذكر.
«إن العنوان هو بلا شك جزء من القانون، ولكنه ليس سلطة تشريعية بحد ذاته. وعلى الرغم من أنه قد يكون مفيدًا لتفسير القانون، فلا يمكن استخدامه في إصدار حكم يتعارض مع حكم قانوني آخر واضح، كما سنرى في الأقسام 1 و19 و20 من هذا القانون والتي تحدد المنظمات والمجموعات المستهدفة بأكبر قدر ممكن من الدقة. هذه النصوص هي البنود المهمة».